# 山本和史

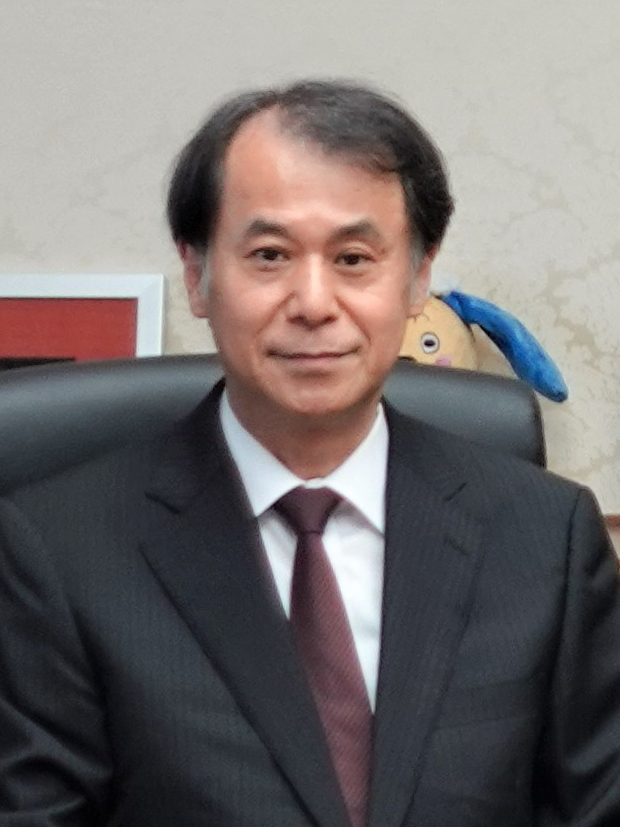
2022年7月5日撮影

山本 和史（やまもと たかし、1953年4月13日 - ）は日本の公正取引委員会官僚。公正取引委員会事務総局審査局審査管理官、審査局長、経済取引局長、公正取引委員会事務総長を経て公正取引委員会委員。

## 人物・経歴
1978年 東京大学法学部第3類（政治コース）を卒業。公正取引委員会事務局入局。外務省欧州共同体日本政府代表部参事官、公正取引委員会事務局審査部管理企画課情報管理室長、1996年6月事務総局経済取引局取引部消費者取引課長、1998年経済取引局企業結合課長、2001年経済取引局取引部取引企画課長、2003年経済取引局総務課長、2005年審査管理官を経て、2008年 審査局長、2009年 経済取引局長、2011年 公正取引委員会事務総長にそれぞれ就任。2014年から公正取引委員会委員を務めている。2023年、退任、柳田国際法律事務所エキスパート・アドバイザー、瑞宝重光章受章。